# 振内駅

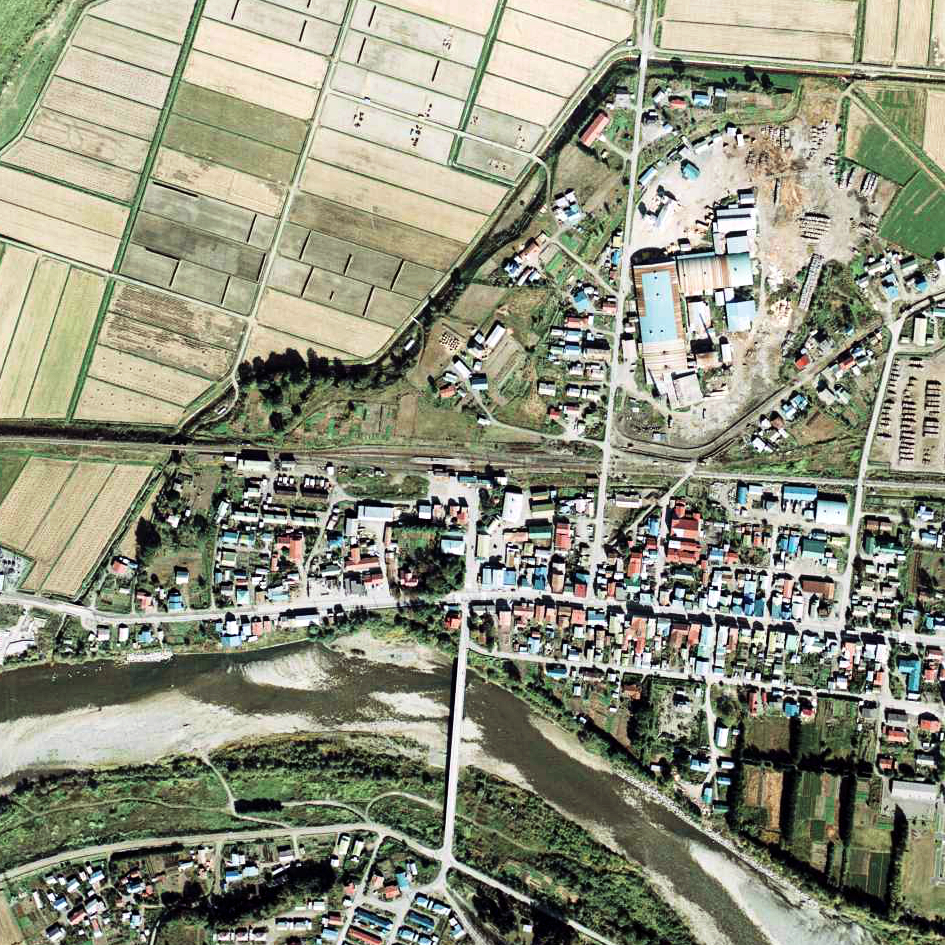
1978年の振内駅と周囲約750m範囲。右側が日高町方面。

振内駅（ふれないえき）は、かつて北海道（日高支庁）沙流郡平取町振内に設置されていた、日本国有鉄道（国鉄）富内線の駅（廃駅）である。事務管理コードは▲132309。

## 歴史
- 1958年（昭和33年）11月15日 - 国有鉄道富内線富内駅 - 当駅間の延伸開通に伴い、開業[5][1]。一般駅[3]。
- 1959年（昭和34年） - 振内営林署所轄貯木場へ、専用線500m敷設[6]。
- 1964年（昭和39年）11月5日 - 当駅 - 日高町駅間の延伸開通に伴い、中間駅となる。
- 1982年（昭和57年）11月15日 - 貨物の取り扱いを廃止[3]。
- 1984年（昭和59年）2月1日 - 荷物の取り扱いを廃止[3]。
- 1986年（昭和61年）11月1日 - 富内線の全線廃止に伴い、廃駅となる[2]。

### 駅名の由来
所在地名より。アイヌ語の「フレナイ（hure-nay）」（赤い・川）に由来する。

## 駅構造
廃止時点で、1面2線の島式ホームを有する地上駅で、列車交換可能な交換駅であった。駅舎側（南側）が上り線、外側（北側）が下り線となっていた（番線表示なし）。その他上下本線それぞれの外側に、安全側線を持った側線を各1線ずつ有し、上り線側の側線の駅舎傍には貨物用の短い単式ホームを有した。
職員配置駅となっており、駅舎は構内の南側に位置し、ホーム東側とを結ぶ構内踏切で連絡した。

## 利用状況
- 1981年度（昭和56年度）の1日当たりの乗降客数は106人[8]。

## 駅周辺
- 国道237号（日高国道）
- 北海道道638号宿志別振内停車場線
- 北海道道797号貫気別振内線
- 平取町役場振内支所
- 門別警察署振内駐在所
- 振内郵便局
- 平取町立振内中学校
- 平取町立振内小学校
- 苫小牧信用金庫振内代理店
- びらとり農業協同組合（JAびらとり）振内支所
- 沙流川[9]
- 振内山 - 駅から北東に約7.5km[8]。
- 道南バス「振内案内所」停留所

## 駅跡
旧駅構内は1986年（昭和61年）11月から平取町により、「振内鉄道記念館」として整備されている。駅舎は撤去されたが新たにバスの待合所兼用の建物が建築され、館内1階にC58形蒸気機関車の動輪や、当時使用していた閉塞器、備品、保線用具、駅スタンプ、写真パネルなどが保存・展示されている。館外には当時の状態のままに側線を含むレールとホーム、腕木式信号機が保存され、旧上り線上には旧ソ連向けに新製された、国鉄D51形蒸気機関車と同型機であるD51-23号機がサハリン（旧・樺太）から戻って来て静態保存・展示されている。また、旧下り線ホームに横付けする形で国鉄の旧型客車であるスハ45形スハ45 37とスハフ42形スハフ42 519の2両も静態保存・展示されている。客車はライダーハウスとしても利用されており、内装は宿泊施設用に変更されている。ホームには当駅のほか幌毛志駅、仁世宇駅、岩知志駅の駅名標が移設保存されている。

## その他
当駅を発着駅とする区間列車が上下1本（下り：鵡川駅 - 当駅間、上り：当駅 - 苫小牧駅間）設定されていた（1985年（昭和60年）3月14日改定の時刻（廃止時の時刻表））。

## 隣の駅
日本国有鉄道
富内線
幌毛志駅 - 振内駅 - 仁世宇駅